# Tyron McCoy
Clement Tyron McCoy (20 novembre 1972) è un ex cestista e allenatore di pallacanestro statunitense.